# 恐怖大媽
《恐怖大媽》（英語：Ma）是一部2019年美國心理恐怖片。由塔特·泰勒導演及共同編劇斯科提·蘭德斯。演員奧塔薇亞·史班森、茱莉葉·路易絲、黛娜·席維爾、路克·伊凡斯、麥克利·米勒、蜜西·派兒、柯瑞·福爾馬尼斯、Marjay Ross、Gianni Paolo和Dante Brown。這部電影由傑森·布倫透過他的布倫屋製片公司以及Taylor和John Norris製作。。
《恐怖大媽》定於2019年5月31日在美國由環球影業發行。 受到評論家的好評，主要稱讚史班森的表現，但表示這部電影沒有充分發揮其題材。

## 剧情
一群年轻人与一个陌生女子结识，这群年轻人应邀在陌生女子的家中开派对，然而意外和恐怖之事却接连出现。

## 角色
- 奧塔薇亞·史班森 飾 「大媽」蘇安
  - 凱恩娜·賽門·辛普森 飾 年輕的蘇安
- 茱莉葉·路易絲 飾 艾瑞卡·湯普森，瑪姬的媽媽
  - 史凱樂·喬伊 飾 年輕的艾瑞卡
- 黛娜·席維爾 飾 瑪姬·湯普森，艾瑞卡的女兒
- 路克·伊凡斯 飾 班·霍金斯，安迪的爸爸
  - 安德魯·馬修·威伊 飾 年輕的班
- 蜜西·派兒 飾 梅蒂絲，班的新女友
  - 妮可·卡本特 飾 年輕的梅蒂絲
- 麥克利·米勒 飾 哈海莉，瑪姬的朋友
- 柯瑞·福爾馬尼斯 飾 安迪·霍金斯，班的兒子，瑪姬的男朋友
- 吉安尼·保羅 飾 查茲，瑪姬的朋友
- 但丁·布朗 飾 達雷爾，瑪姬的朋友
- 艾莉森·珍妮 飾 布朗醫生，蘇安的上司

## 外部連結
- 官方网站
- 互联网电影数据库（IMDb）上《恐怖大媽》的资料（英文）
- Box Office Mojo上《恐怖大媽》的資料（英文）
- 爛番茄上《恐怖大媽》的資料（英文）